# Lieder für Männerchor opus 26
(Fünf) Lieder für Männerchor opus 26 is een compositie van Niels Gade Zijn opus 26 bestaat uit vijf liederen geschreven op teksten van diverse schrijvers. Zij zijn voor vierstemmig (TTBB) mannenkoor: 2x tenor, 2x bariton. De liederen zijn opgedragen aan de Pauliner Sangverrein, zijnde het universiteitskoor van de Universiteit van Leipzig.
Opvallend aan het werk is, dat het is uitgegeven door Bartolf Senff in Leipzig. De meeste werken van Gade werden uitgegeven door Breitkopf & Härtel.
De vijf liederen zijn:
1. Wanderlied; auteur Emanuel Geibel (allegro non troppo)
2. Heinrich Frauenlob ; auteur Otto Roquette (moderato)
3. Die Studenten ; auteur Otto Roquette (Sehr frisch)
4. Gondelfahrt ; auteur Ludwig Bechstein (andantino)
5. Das Reh ; auteur Ludwig Uhland    (allegro)